# 나카마타 시오리
나카마타 시오리(일본어: 仲俣 汐里, 1992년 7월 25일 ~ )는 일본 여성 아이돌 그룹 전 AKB48 팀A의 멤버이다.

## 내력
2010년
- 3월, 「AKB48 오프닝 멤버 오디션」에 합격.
- 6월 12일, 제4회 셀렉션에서 연구생이 되었다.

2011년
- 2월 12일, 와세다 대학 경치경제학부의 진학이 결정된 것을 발표했다. 연구생으로부터 정규 멤버를 승격했다.

2012년
- 3월 25일, AKB48 콘서트 「업무 연락。부탁할거야, 카타야마 부장! in 사이타마 슈퍼 아레나」의 3일째에 있고, AKS로부터 와타나베 프로덕션에 이적 타진이 있었던 것이 발표되었다.

2013년
- 9월 9일, 팀A 공연 자신의 생탄제에서 졸업을 발표.
- 9월 15일, AKB48 극장에서 졸업 공연을 실시.
- 9월 23일, 이번에 개최되는「코이스루포츈쿠키」악수회에 기해 AKB48를 졸업하였다.
- 9월 25일로서 와타나베 엔터테인먼트에서 프로필을 삭제하는 동시에 공식 블로그가 폐쇄됐다.

## 출연 작품

### 드라마
- 《마지스카 학원 2》 (2011년 6월 3일 ~ 7월 1일, TV 도쿄) - 나카마타 역 (제8화 - 최종화)
- 《마지스카 학원 3》 (2012년 9월 7일, TV 도쿄) - 여수 역 (제8화)

### 버라이어티
- 《AKBINGO!》 (2011년 1월 5일 - 불정기출연, 니혼 TV)